# تاناکا
تاناکا (田中) شرکت معادن و فلزات ژاپنی است، که در سال ۱۸۸۵ توسط تاناکا اومکیچی تأسیس شد.